# Jeremy Chappell
Jeremy Lamar Chappell (Cincinnati, 10 giugno 1987) è un cestista statunitense.

## Carriera
Il 31 luglio 2017 firma per la Pallacanestro Cantù.
L'8 giugno 2019 viene annunciato dalla Sidigas Avellino, tuttavia dopo l'esclusione della squadra dal campionato di Serie A 2019-2020 viene annunciato dalla Reyer Venezia Mestre il 22 luglio.

## Palmarès
- Coppa di Turchia: 1

Banvit: 2017
- Coppa Italia: 1

Reyer Venezia: 2020